# Айнару (район)
Айнару (тетум Ainaru, порт. Ainaro) — один з 13 районів Східного Тимору. Розташований в південно-західній частині країни. Площа — 869,79 км². Адміністративний центр району — місто Айнару. З часів португальського правління межі округу зазнали невеликі зміни.

## Географія
Межує з районами Айлеу (на півночі), Мануфагі (на сході), Кова-Ліма (на південному заході), Бобонару (на заході) і Ермера (на північному заході). На півдні омивається водами Тиморського моря. На території району розташована найвища точка Східного Тимору — гора Татамайлау (2 963 м), яка знаходиться поблизу з кордоном району Ермера.

## Населення
Населення району за даними на 2010 рік становлять 59 175 осіб; для порівняння, на 2004 рік воно налічувало 52 476 осіб. Щільність населення — 68,03 чол./км². Середній вік населення становить 16,7 років. У період з 1990 по 2004 роки середній щорічний приріст населення склав 1,36 %.
Приблизно три четвертих від населення району розмовляють мовою мамбаї як рідною. Близько 5000 розмовляють мовою тетум і близько 3000 — на мові бунак. Поширені також інші місцеві мови і діалекти. 37,9 % населення володіють мовою тетум (включаючи тих, для яких вона є другою і третьою мовами); 33,7 % володіють індонезійською і 12,0 % — португальською. 63,0 % населення неписьменні (65,4 % жінок і 60,5 % чоловіків). Тільки 10,0 % осіб старше 18 років закінчили середню школу (8,5 % жінок і 11,4 % чоловіків).
За даними на 2004 рік 98,3 % населення складають католики; 0,9 % — прихильники традиційних анімістичних вірувань; 0,6 % — протестанти і 0,1 % — мусульмани.

## Адміністративний поділ
В адміністративному відношенні поділяється на 4 підрайони:
| Підрайон     | Населення, чол. (2010) | Площа, км² |
| ------------ | ---------------------- | ---------- |
| Айнару       | 15 558                 | 235,94     |
| Хату-Уду     | 9645                   | 243,01     |
| Хату-Буіліку | 11 950                 | 129,88     |
| Маубісе      | 22 022                 | 260,97     |

## Галерея

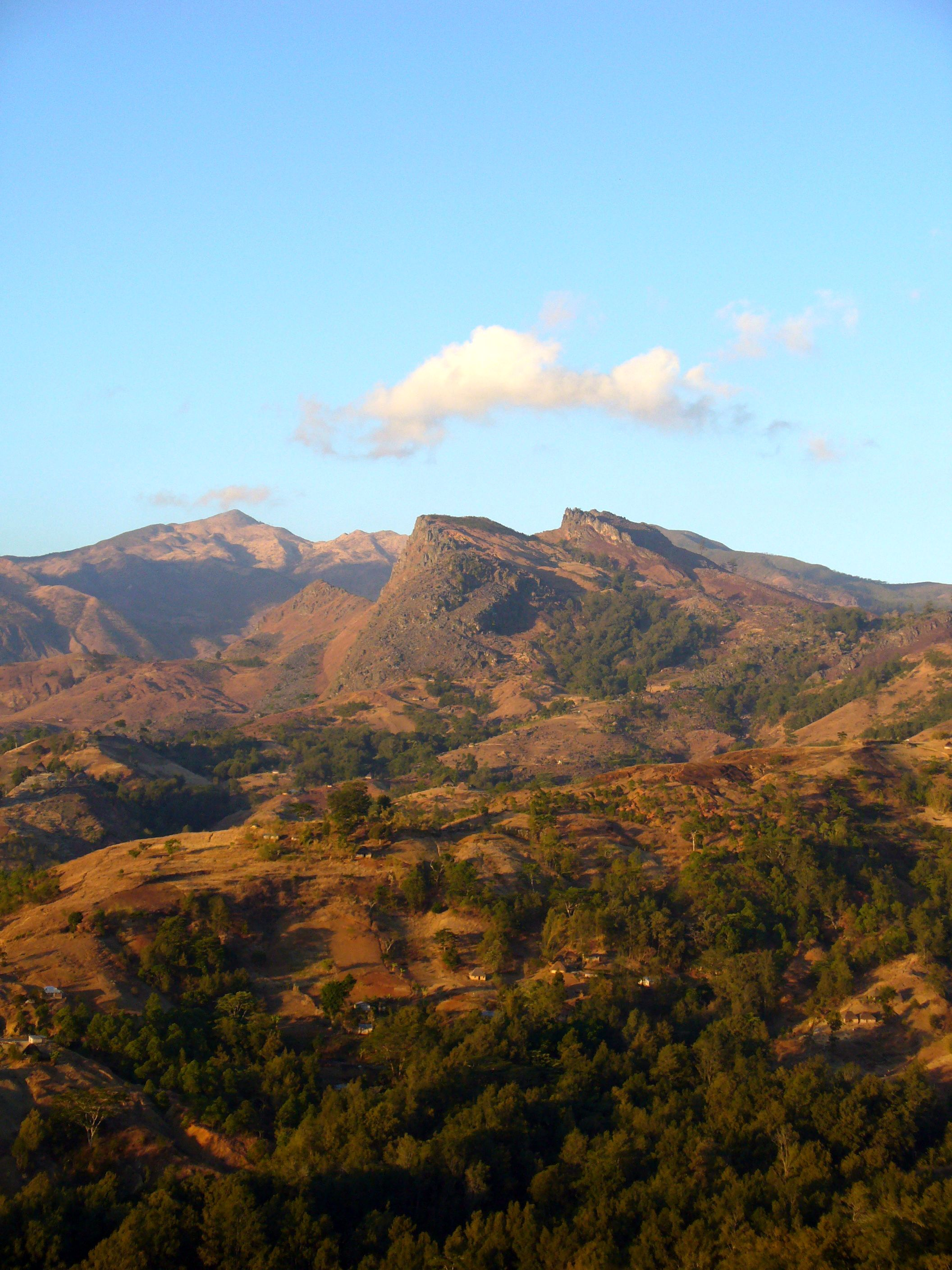
Пейзаж поблизу Маубісе
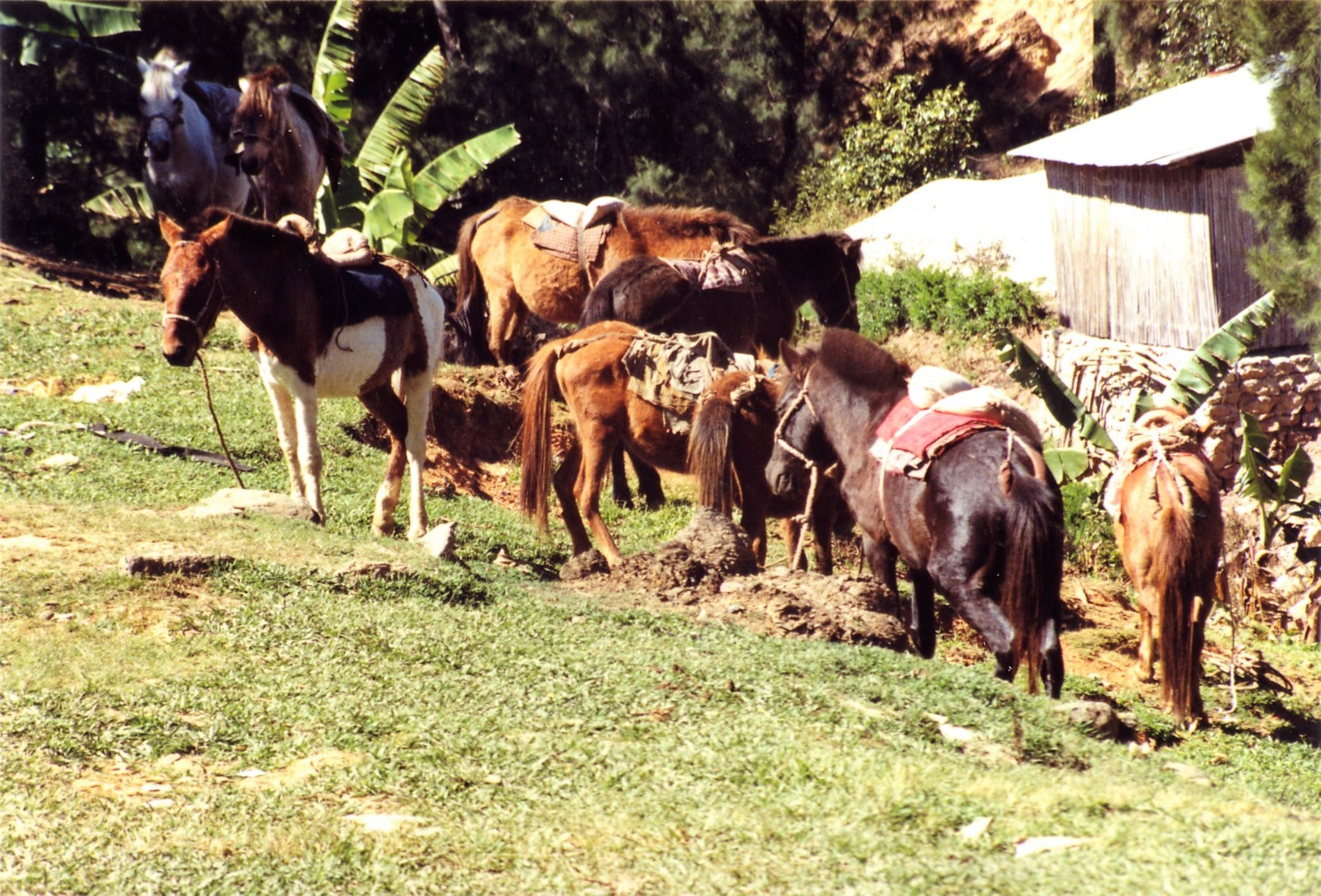
Коні в Маубісе
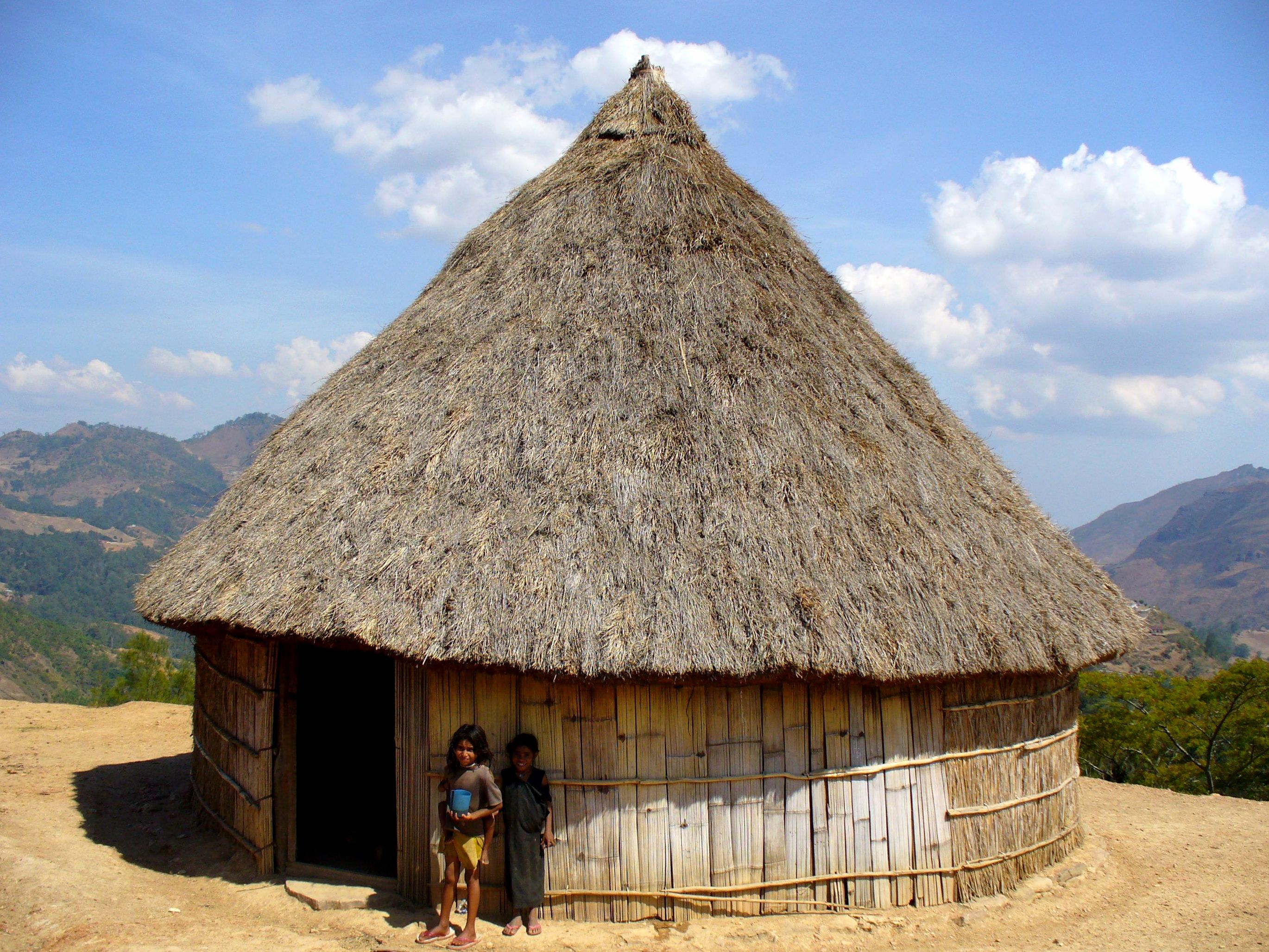
Будинок в Маубісе
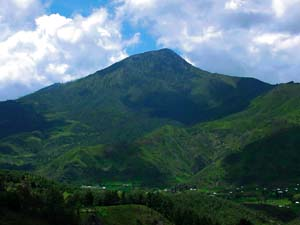
Вид на гору Татамайлау
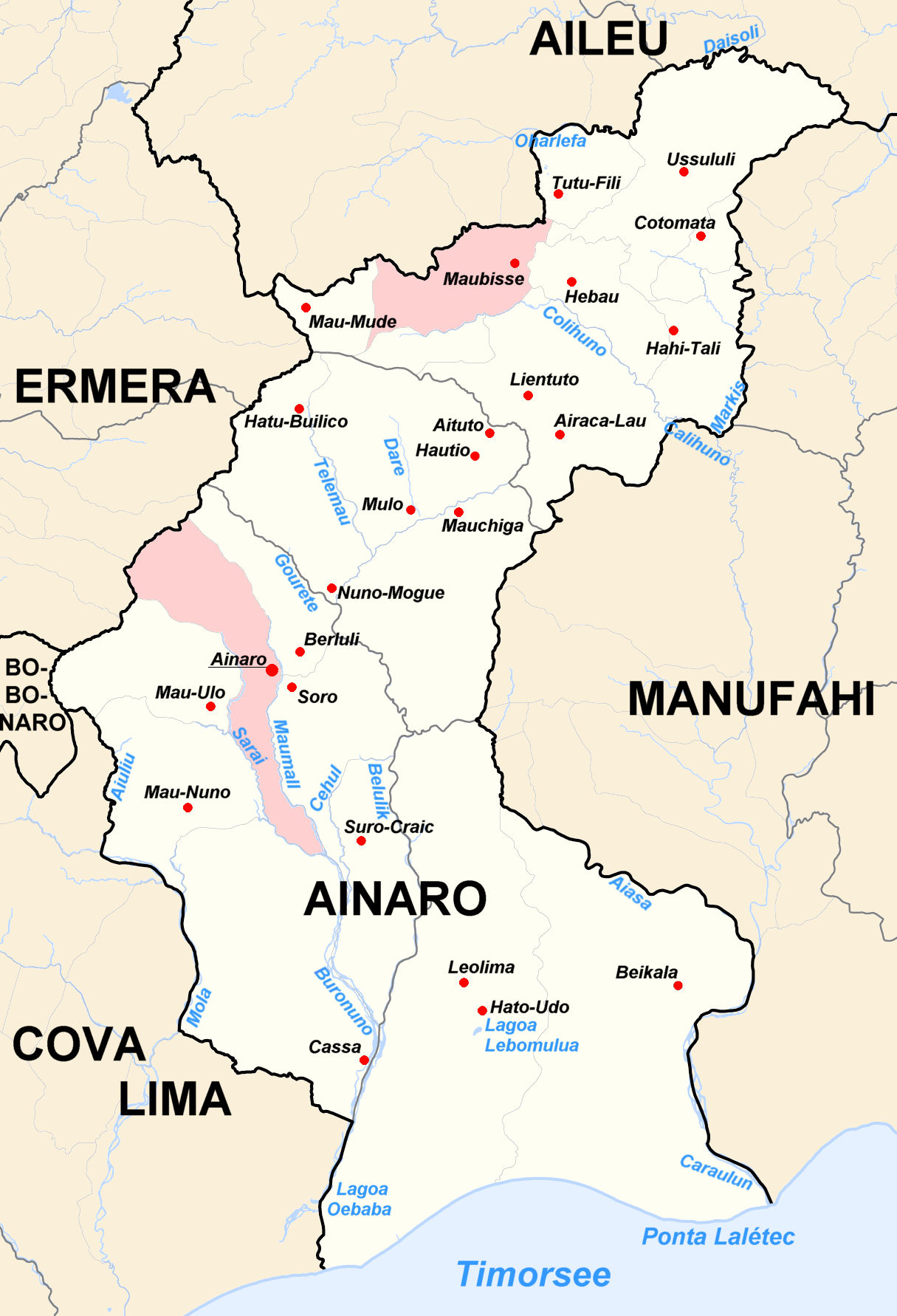
Мапа району